# Carl Eberwein
Franz Carl Adalbert Eberwein (Weimar, 10 de novembre de 1786 - 2 de març de 1868) fou un compositor i violinista alemany. Aprengué els primers passos de música amb el seu pare, i harmonia i composició amb el seu germà Traugott, assignatures en les quals destacà, sent a més un notable executant en el violí. Era bon amic amb Johann Wolfgang von Goethe, i posava música a molts dels seus treballs, com Faust i Proserpina. Deixà també com a mínim un concert de flauta, un quatuor brillant (quartet de corda amb violí, op. 4, després de 1805?) en la major, cicles de cançons i cantates (alguns amb lletra de Goethe; també una trauercantate amb lletra de Friedrich Wilhelm Riem, op. 21 publicada el 1830.) una simfonia, diversos oratoris, entre ells El jove de Nalm, cançons i composicions de música instrumental. A més de les obres citades deixà sis òperes: Die Heerschan; Der Graft von Gleichen; Leonore von Holtée; El xarlatà; i El fill del ric. La seva esposa Henriette Eberwein, fou una notable cantant, distingint-se principalment en el Fidelio i el Don Giovanni.